# Винтовочная противотанковая граната GG/P 40.
Винтовочная противотанковая граната GG/P 40 (Gewehrgranate zur Panzerbekampfung 40) являлась первой в мире серийной винтовочной противотанковой гранатой с кумулятивной боевой частью.
Разработка винтовочного противотанкового гранатометного комплекса для карабина Маузер K.98k началась в сентябре 1940 г. фирмой «WASAG» по заказу ВВС для оснащения парашютно-десантных подразделений. Комплекс состоял из кумулятивной оперенной гранаты GG/P 40 и винтовочного гранатомета (Schießbecher mit Klappkorn fur die GG/P 40). Гранатомет включал наствольную мортирку, складывающуюся мушку и прицел. Уже в марте следующего года, после проведения испытаний и внесения некоторых изменений в конструкцию гранатомета было принято решение о выпуске первой партии комплекса 
Граната GG/P 40 состоит из головной части, взрывателя, капсюля — детонатора и хвостовой части 
Корпус головной части изготовлен из жести и служит для размещения разрывного заряда из 10 % флегматизированного гексогена, имеющего в передней части полусферическую выемку, покрытую алюминиевой облицовкой. Спереди корпус закрыт выпуклым алюминиевым колпаком, завальцованным кромкой корпуса. В задней части корпус своим фланцем входит в соединительную втулку с резьбой для соединения с взрывателем.
Между головной частью и взрывателем укладывается шайба и наперсток, в котором размещается капсюль — детонатор (Sprengkapsel (Duplex) Lm) накольного типа.
Хвостовая часть предназначена для установки гранаты на стволе мортирки и стабилизации её в полете. Она состоит из стальной трубки, закрываемой при транспортировке резиновой пробкой, и закрепленных точечной сваркой трех пар стабилизаторов.
Между головной и хвостовой частями гранаты размещается достаточно сложный для такого простого боеприпаса, но очень надежный ударный взрыватель AZ 2492 (Aufschlagzunder 2494). Взрыватель состоит из алюминиевого корпуса с наружной резьбой на обоих концах для соединения с головной и хвостовой частями. Спереди он закрывается резьбовой втулкой — капсюледержателем, сзади — донной шайбой на двух винтах. Внутри корпуса располагается предохранительная пружина и ударник с жалом и эксцентричным хвостовиком. Через поперечное отверстие в корпусе с резьбой на одном конце и отверстие в хвостовике проходит предохранительный винт с проточкой в средней части, образующей шейку меньшего диаметра. Под шляпку винта устанавливается чашка с пружиной.
В задней части корпус взрывателя имеет эксцентрично расположенное отверстие, пересекающееся с отверстием для предохранительного винта. В нём помещается пробойник с пружиной, передняя часть которого имеет сферическую выемку, образующую заостренную кольцевую кромку. Задняя часть пробойника проходит через соответствующее отверстие в донной шайбе и сообщается с внутренней полостью хвостовой части гранаты. Одетая на пробойник пружина прижимает его буртиком к донной шайбе.
Для отстрела гранаты служил специальный вышибной патрон G (Patrone G), снаряженный пустотелой деревянной пулей.
Граната окрашивалась в оливковый цвет. Встречаются гранаты с неокрашенным взрывателем. На головной части чёрной краской наносились код взрывчатого вещества, код завода производителя, год сборки и номер партии, штамп военной приемки.
Для производства выстрела было необходимо:
— отвинтить головную часть гранаты и ввернуть во взрыватель капсюль — детонатор;
— навинтить обратно головную часть;
— извлечь пробку из хвостовой части;
— надеть гранату на ствол мортирки до упора;
— зарядить карабин вышибным патроном;
— установить прицел на дистанцию выстрела;
— прицелиться и произвести выстрел.
В момент выстрела давление пороховых газов и фрагментов деревянной пули передается на дно пробойника. Причем оно настолько велико, что позволяет пробойнику перерубить шейку предохранительного винта, после чего он выталкивается пружиной наружу и освобождает ударник. Тем самым взрыватель ставится на боевой взвод. В полете ударник удерживается предохранительной пружиной. В момент встречи с преградой под действием инерции ударник сжимает предохранительную пружину, прокалывает жалом чашечку капсюля — детонатора и воспламеняет инициирующий состав, который приводит в действие заряд бризантного взрывчатого вещества ТЭН, от которого происходит детонация боевого заряда гранаты. Благодаря полусферической выемке в боевом заряде энергия взрыва не распространяется равномерно во все стороны, а концентрируется в кумулятивной струе раскаленных газов и частиц, прилегающей к выемке алюминиевой облицовки, создавая огромное давление, направленное по оси гранаты. Облицовка обеспечивает правильное формирование кумулятивной струи и усиливает её потоком частиц металла. Кумулятивная струя пробивает броню толщиной 35 мм и поражает расположенных на её пути членов экипажа, боекомплект, топливо, агрегаты и механизмы, воспламеняя при этом горючие материалы. Кроме того, при обстреле броневой плиты толщиной 45 мм было отмечено образование с внутренней стороны убойного осколка  При этом за счет образующихся при взрыве осколков элементом гранаты, опасной для стрелка являлась зона в радиусе 50 м от места попадания гранаты. В то же время эти осколки могли поражать и личный состав, располагающийся рядом с целью.
Использованная в гранате конструкция взрывателя была абсолютно безопасной, поскольку любое случайное воздействие на предохранитель или пробойник не приводит к постановке взрывателя на боевой взвод, а тем более к несанкционированному подрыву. Кроме того, она не требовала от стрелка дополнительной операции по ручному снятию взрывателя с предохранителя, что ускоряло процесс производства выстрела, исключало выстрел с заблокированным взрывателем и позволяло в случае необходимости безопасно разрядить гранатомет.
Первые гранатометные комплексы немецкие парашютисты получили в мае 1941 г., накануне Критской операции. В дальнейшем они использовались в парашютно-десантных и авиаполевых частях люфтваффе. В частности гранаты GG/P 40 были найдены в Чудовском районе Новгородской области где в феврале 1942 г. воевал 4-й батальон 4-го авиаполевого полка Люфтваффе  Характерно, что в вермахт винтовочные гранатометы собственной разработки начали поступать лишь в мае — июне 1942 г.
Граната GG/P 40 относится к кумулятивным боеприпасам первого поколения, имеющим кумулятивную выемку боевого заряда полусферической формы и соответственно невысокую бронепробиваемость. В дальнейшем, конструкторы пытались путем изменения формы баллистического наконечника повысить эффективность гранаты, но существенных результатов получить не удалось. В середине 1942 г. вермахт стал получать более совершенные винтовочные гранаты с конусной кумулятивной выемкой, увеличивающей при прочих равных условиях почти в два раза толщину пробиваемой брони.
В Красной Армии аналогом немецкого гранатометного комплекса являлся комплекс, состоящий из наствольной мортирки и двух типов гранат агитационной ВАГ-42 (выпускавшейся серийно до начала 1942 г.) и противотанковой кумулятивной неустановленной марки (выпущенной опытной партией), в современных публикациях упоминаемой под обозначением ВПГ-42 или ВКГ-42 
Прилагаемые фотографии сделаны с экспоната Камерного музея Второй мировой войны в г. Омске.